# Sayornis
Sayornis is een geslacht van zangvogels uit de familie tirannen (Tyrannidae).

## Soorten
Het geslacht kent de volgende soorten:
- Sayornis nigricans – Zwarte phoebe
- Sayornis phoebe – Phoebe
- Sayornis saya – Says phoebe